# Ivar Nilzon
Karl Ivar Nilzon (i riksdagen kallad Nilzon i Ringarum), född 12 december 1892 i Ringarums församling, Östergötlands län, död 10 september 1975 i Ringarum, var en svensk lantbrukare och centerpartistisk riksdagspolitiker.
Ivar Nilzon var ledamot av riksdagens första kammare 1948-1956, invald i Östergötlands läns valkrets. Han var även ledamot 1939-1950 av Östergötlands läns landsting samt ledamot av Ringarums kommunfullmäktige 1920-1962.